# Маслов, Евгений Дмитриевич
Евгений Дмитриевич Маслов (1840—1914) — вице-губернатор ряда губерний Российской империи, почётный опекун Опекунского совета Ведомства Императрицы Марии Федоровны (Петербургского присутствия), тайный советник.

## Биография
Происходил из дворянского рода Рязанской губернии Масловых. Родился 23 ноября (5 декабря) 1840 года в семье участника Отечественной войны 1812 года, рязанского губернского предводителя дворянства Дмитрия Николаевича Маслова (1786—?) и Натальи Григорьевны, урождённой Приклонской. Был крещён 30 ноября 1840 года в церкви Симеона и Анны в Санкт-Петербурге; восприемниками были: камергер и статский советник Николай Гаврилович Рюмин и дочь майора Ивана Ивановича Таптыкова, Екатерина Ивановна.
Из Николаевского училища гвардейских юнкеров был выпущен 16 июня 1859 года корнетом в лейб-гвардии Гусарский его величества полк. Пожалован в поручики 23 апреля 1861 года, в штаб-ротмистры — 19 апреля 1864; С 1 июня 1865 года — командир эскадрона. Пожалован в ротмистры 17 апреля 1866 года, но уже 4 ноября того же года по домашним обстоятельствам был уволен от службы. Вновь определен в службу 6 июня 1868 года и 28 октября был назначен командиром 4 эскадрона. Произведён в полковники 28 марта 1871 года и через 3 месяца, 16 июня, был назначен командиром 2-го дивизиона. С 29 января по 1 марта 1873 года был временным членом Санкт-Петербургского военно-окружного суда. В период с 10 сентября по 2 ноября 1873 года исполнял обязанности командира полка; с 18 ноября 1873 по 29 июля 1874 — командир 1-го дивизиона; с 29 июля по 30 декабря 1874 года командовал полком. Был уволен 4 апреля 1875 года в отставку с мундиром, по домашним обстоятельствам — в связи со смертью брата Михаила.
Евгений Дмитриевич Маслов взял на своё попечение восемь детей брата (у него самого было уже шесть детей) и его «угольное дело» на Кавказе (в Наохеби и Джорисквали), которым тот занимался совместно с московской конторой «Иван Макаров, Клейн». Клейн поручился за надежность предприятия и Маслов взял на себя участие в деле и принял племянников в семью на воспитание. Однако дело оказалось неудачным и Е. Д, Маслов был вынужден продать имение; семья переехала к тёще в Казанскую губернию, а сам он вернулся на государственную службу: 4 ноября 1885 года приказом по Министерству внутренних дел № 36 был определен на службу в ведомство; 17 февраля 1886 года сенатским указом № 662 он был переименован в Коллежские советники, что соответствовало военному чину полковника. Уже 3 апреля 1886 года указом Сената № 1386 он произведён в Статские Советники со старшинством с 4 ноября 1885 года и с 1 октября 1886 года назначен Калужским вице-губернатором. С самого назначения и до 6 июня 1889 года он исполнял обязанности губернатора Калужской губернии.
Произведён в Действительные статские советники 21 апреля 1891 года. Перемещён на должность Уфимского вице-губернатора — 22 мая 1893 года, а 1 июня 1895 года перемещён вице-губернатором в Херсонскую губернию.
С 1 января 1900 года — почётный опекун Опекунского совета Ведомства Императрицы Марии Федоровны (Петербургского присутствия).
В тайные советники произведён 1 апреля 1901 года.
В 1912 году принимал участие в праздновании 100-летнего юбилея Отечественной войны 1812 года как прямой наследник своего отца, участника войны Д. Н. Маслова.
Умер находясь на службе 23 августа (5 сентября) 1914 года. Похоронен в Гатчине.
Был утверждён во дворянстве 29 ноября 1846 года вместе с братьями и сестрами (указ № 21593) и позднее, 9 апреля 1889 года, со своими детьми.

## Награды
- Орден Святого Станислава 2-й степени (1872); Награжден орденом Св. Станислава 2-й ст. 30.08.1870;
- Императорский австрийский орден Франца Иосифа Командорский Крест (1874);
- Орден Святой Анны 2-й степени (1874);
- Орден Святого Владимира 4-й степени (1875);
- Орден Святого Владимира 3-й степени (1888);
- Орден Святого Станислава 1-й степени (1894);
- Бухарский орден Золотой Звезды 1-й степени (1898);
- Орден Святой Анны 1-й степени (1904);
- Орден Святого Владимира 2-й степени (1907);
- Орден Белого Орла (1910);
- Орден Святого Александра Невского (1913)

## Семья
Был женат на Марии Васильевне, урождённой Обуховой, дочери отставного коллежского асессора Василия Васильевича Обухова. Их дети:
- Екатерина (1866—?)
- Михаил (1867—1936)
- Сергей (1870—1904), поручик 16-го Восточно-Сибирского стрелкового полка. Убит в сражении 17 июля 1904 г. в Порт-Артуре.
- Ольга (1873—?), была замужем за бароном Николаем Генриховичем Жомини
- Александр (1876—?).